# Bound in Morocco
Bound in Morocco is een Amerikaanse filmkomedie uit 1918 onder regie van Allan Dwan. In Nederland werd de film destijds uitgebracht onder de titel Het is me 'n toestand in Marokko. De film is wellicht zoekgeraakt.

## Verhaal
George Travelwell is een jonge Amerikaanse reiziger in Marokko. Hij ontdekt dat de gouverneur van El Harib een jonge Amerikaanse vrouw gevangen houdt in zijn harem. Hij vermomt zich als een harembewoner om haar te bevrijden.

## Rolverdeling
| Acteur            | Personage              |
| ----------------- | ---------------------- |
| Douglas Fairbanks | George Travelwell      |
| Pauline Curley    | Ysail                  |
| Edythe Chapman    | Moeder van Ysail       |
| Tully Marshall    | Ali Pah Shush          |
| Frank Campeau     | Basha El Harib         |
| Jay Dwiggins      | Kaid Mahedi el Menebhi |
| Fred Burns        | Roverhoofdman          |
| Albert MacQuarrie |                        |